# 479
Évszázadok: 4. század – 5. század – 6. század
Évtizedek: 420-as évek – 430-as évek – 440-es évek – 450-es évek – 460-as évek – 470-es évek – 480-as évek – 490-es évek – 500-as évek – 510-es évek – 520-as évek
Évek: 474 – 475 – 476 – 477 –  478 – 479 – 480 – 481 – 482 – 483 – 484

## Események

### Európa
- Bizáncban Markianosz (Anthemius nyugatrómai császár fia) államcsínyt szervez Zénón császár megbuktatására. Követői segítségével meglepetésszerűen elfoglalja Konstantinápolyt és beszorítja a császárt a palotába. Illosz hadvezér azonban az éj leple alatt behív a fővárosba egy isauriai (kis-ázsiai hegyvidék, ahonnan Illosz is származott) ezredet és a lázadó katonákat lefizetve kicsempészi Zénónt a palotából. Másnap Markianosz rájön hogy helyzete reménytelen és a trákiai gótok sem tudnak időben a segítségére sietni. A Szent apostolok templomában keres menedéket, de letartóztatják és a kappadókiai Kaiszareiába száműzik.
- Theodoric király osztrogótjai Epiruszban telepednek le és innen fosztogatják a Balkán többi részét, Trákiát és Moesiát.
- A 12. századi Historia Regum Britanniae szerint Ambrosius Aurelianus lesz a britek királya.

### Kelet-Ázsia
- Dél-Kínában Hsziao Tao-cseng régens lemondatja a 9 éves Sun császárt és maga foglalja el a trónt Kao néven. Ezzel a Liu Szung-dinasztia véget ér és helyét a Déli Csi-dinasztia veszi át.
- Sun császárt egy vidéki birtokra száműzik, ahol egy fals riadó során - amikor tévesen azt hiszik, hogy lázadók el akarják rabolni a volt uralkodót, hogy a nevében átvegyék a hatalmat - őrei meggyilkolják.
- Koreában meghal Pekcse királya, a 15 éves Szamgun. Utóda unokatestvére, Tongszong.
- Meghal a koreai Silla királya, Csabi. Utóda fia, Szodzsi.
- Japánban meghal Júrjaku császár. Fia, Szeinei a következő év februárjában lép trónra.

## Halálozások
- Szung Sun-ti, a Liu Szung-dinasztia császára
- Júrjaku, japán császár
- Szamgun, pekcsei király
- Csabi, sillai király

## Fordítás
- Ez a szócikk részben vagy egészben  a(z)   479 című angol Wikipédia-szócikk ezen változatának fordításán alapul.  Az eredeti cikk szerkesztőit annak laptörténete sorolja fel. Ez a jelzés csupán a megfogalmazás eredetét és a szerzői jogokat jelzi, nem szolgál a cikkben szereplő információk forrásmegjelöléseként.